# Falcidens gutturosus
Falcidens gutturosus is een schildvoetigensoort uit de familie van de Chaetodermatidae. De wetenschappelijke naam van de soort is voor het eerst geldig gepubliceerd in 1901 door Kowalewsky.